# 統合地理学
統合地理学（とうごうちりがく、英語: integrated geography）とは、自然地理学と人文地理学の境界を除却した地理学のことである。統合地理学は、資源開発、自然災害、地球環境問題に起因する社会問題への対応で必要とされる。
マシューズほか (2015)では、統合地理学の領域として、地誌学、歴史地理学、人間-環境相互作用の地理学、グローバルチェンジの地理学、景観地理学を挙げている。